# Phellinas
Phellinas (altgriechisch Φελλίνας) war ein antiker Bildhauer aus Temenothyrai in Phrygien, der im 3. Jahrhundert in Dokimeion und in seiner Heimatstadt tätig war.
Phellinas ist aus einer Inschrift von einem Grabstein bekannt, der in Temenothyrai gefunden wurde und sich mittlerweile im Archäologischen Museum Izmir befindet. Auf dem Stein signierte er mit seinem Ethnikon, weshalb seine Herkunft als gesichert gilt. Stilistisch entspricht der Grabstein der in Phrygien verbreiteten Türstele, wobei er in den Details den Türsteinen aus Dokimeion entspricht. Sein Handwerk muss er daher in Dokimeion gelernt haben, wo sich bedeutende Marmorsteinbrüche befunden haben. Mit den dort erlangten Kenntnissen ist er in seine Heimatstadt zurückgekehrt. Das einzige westphrygische Element des Grabsteins ist die Tabula ansata, die auch die Inschrift trägt.
In der Forschung gilt der Grabstein als Beleg sowohl für die Wandertätigkeit der Bildhauer dieser Zeit als auch für die überregionale Bedeutung der dokimeischen Bidhauertradition. Der Stein wurde einer unrichtigen Lesung der Inschrift zufolge über längere Zeit in das Jahr 279 datiert. Die Datierung wurde auf das Jahr 232/233 korrigiert, was auch der typologischen Entwicklung der Türsteine aus Dokimeion entspricht.